# Гальярди, Розетта
Розетта Гальярди Проуз (итал. Rosetta Gagliardi Prouse, 9 февраля 1895, Милан, Королевство Италия — 31 июля 1975, Милан, Италия) — итальянская теннисистка, участница летних Олимпийских игр 1920 и 1924 годов, 13-кратная чемпионка Италии.

## Биография
Розетта Гальярди родилась 9 февраля 1895 года в итальянском городе Милан.
С 1906 года занималась катанием на роликовых коньках. В 1912—1922 годах шесть раз становилась чемпионкой Италии. Позже стала заниматься теннисом, плаванием, фехтованием, фигурным катанием.
Лучших результатов достигла в теннисе: пять раз была чемпионкой Италии в одиночном разряде (1919—1922, 1924), четыре раза в парном разряде в (1924, 1928, 1931—1932), четыре раза в смешанном разряде (1921—1924).
В 1920 году была единственной женщиной, включённой в сборную Италии на летние Олимпийские игры в Антверпене. Кроме того, Гальярди стала второй итальянкой на Олимпийских играх после наездницы Эльвиры Герры, выступавшей в 1900 году в Лондоне.
В одиночном разряде в 1/16 финала победила Маргарету Линдберг из Швеции — 6:0, 6:0, в 1/8 финала проиграла будущему бронзовому призёру Кэтлин Маккейн из Великобритании — 1:6, 6:1, 2:6.
В смешанном разряде выступала вместе с Чезаре Коломбо. Итальянцы вступили в борьбу с 1/8 финала, где проиграли бельгийцам Стефану Ало и Мари Стормс — 6:8, 3:6.
В 1924 году вошла в состав сборной Италии на летние Олимпийские игры в Париже.
В одиночном разряде в 1/32 финала победила Эльзебет Брем из Дании — 6:0, 6:2, в 1/16 финала выиграла у Ребекки Блэр-Уайт из Ирландии — 4:6, 7:5, 6:2, в 1/8 финала проиграла Дороти Шеперд-Бэррон из Великобритании — 1:6, 0:6.
В смешанном разряде была заявлена в паре с Риккардо Саббадини. В 1/16 финала они должны были встретиться с Аурелом фон Келеменем и Илоной Петери из Венгрии, но отказались от участия.
В 1931 году выиграла международный турнир Internazionali d'Italia, выступая в парном разряде с Анной Луццатти.
Завершила карьеру в 1932 году после рождения сына.
Умерла 31 июля 1975 года в Милане.

## Семья
Была замужем за новозеландцем Джорджем Стэнли Проузом, теннисистом и производителем ракеток. В 1932 году у них родился сын Джованни Проуз, который был теннисистом, а впоследствии стал техническим учёным.